# Studio Kajino
Studio Kajino является дочерней компанией японской студии Ghibli. Создана в 2000 году. Находится в ведении президента Studio Ghibli Тосио Судзуки. Первой премьерой в 2000 году стал фильм «Ритуал» режиссёра Хидэаки Анно. Название студии возникло на основе почтового адреса Ghibli (1-4-25, Kajino-cho, Koganei-shi, 184).

## Фильмография

### Фильмы
- «Ритуал», 2000, режиссёр Хидэаки Анно

### Музыкальные клипы
- capsule — «Portable Airport», 2004, режиссёр Ёсиюки Момосэ)
- capsule — «Space Station No.9», 2004, режиссёр Ёсиюки Момосэ)
- capsule — «A Flying City Plan», 2005, режиссёр Ёсиюки Момосэ)